# Site néolithique de Starčevo
Le site archéologique de Starčevo (en serbe cyrillique : Археолошки локалитет Старчево ; en serbe latin : Arheološki lokalitet Starčevo) est situé sur le territoire du village de Starčevo, près de Pančevo, dans la province de Voïvodine, en Serbie. Il remonte au Néolithique et figure sur la liste des sites archéologiques d'importance exceptionnelle de la République de Serbie.
Le site de Starčevo est situé sur la rive gauche du Danube, à 8 km au sud de Pančevo, la capitale du Banat méridional. En raison de l'extrême importance des découvertes qui y ont été effectuées, le site a donné son nom à une culture du Néolithique ancien qui s'est développée dans le centre des Balkans entre 6200 et 5200 av. J.-C., la culture de Starčevo.

## Présentation
Sur ce site ont été découvertes des tombes ovales et circulaires d'un diamètre de 2 à 6 m. Mais, malgré le grand nombre d'outils de pierre et d'os, malgré le grand nombre d'armes mis au jour sur le site, l'ensemble le plus important est constitué de céramiques peintes en blanc, noir et rouge. L'étude de cette céramique et sa comparaison avec les autres céramiques peintes à la même période dans la région du Danube, la Grèce et le Moyen-Orient permettent de mieux comprendre l'origine et les mouvements des cultures néolithiques des Balkans. La culture de Starčevo, dans sa période la plus récente, apparaît ainsi contemporaine de la culture de Vinča et, plus précisément de la première phase de cette culture connue sous le nom de Vinča-Tördös (5500 av. J.-C.).

## Fouilles
Les premières fouilles systématiques du site ont commencé en 1928, avec une phase de sondage en 1931 et une phase d'exploration en 1932 ; ces recherches ont été réalisées en collaboration par le musée national de Belgrade et l'université Harvard. En 1939, le site a encore été exploré par l'archéologue Miodrag Grbić et, au milieu du XXe siècle, par Milutin Garašanin et Draga Garašanin. D'autres fouilles ont été effectuées en 1969, 2003 et 2004.